# Đinh Núp
Đinh Núp (1914 - 1999) là một chiến sỹ người dân tộc Ba Na trong lịch sử Việt Nam. Ông nguyên Đại biểu Quốc hội, Ủy viên Ủy ban Thường vụ Quốc hội nước Cộng hòa Xã hội Chủ nghĩa Việt Nam khóa VI (1976 - 1981). Đinh Núp được phong danh hiệu Anh hùng Lực lượng vũ trang nhân dân nên thường được gọi là Anh hùng Núp.

## Tiểu sử
Đinh Núp sinh ngày 2 tháng 5 năm 1914 tại làng Stơr, xã Tơ Tung, huyện Kbang, tỉnh Gia Lai; ông là người dân tộc Ba Na.
Ông có lòng căm thù quân Pháp bắt dân làng đi phu, khiến người dân phải bỏ làng bỏ buôn. Năm 1935, trong một lần quân Pháp về làng bắt phu, dân làng lánh hết vào rừng, một mình anh Núp ở lại dùng nỏ phục kích, bắn lính Pháp chảy máu để chứng minh với dân làng rằng lính Pháp cũng là người, có thể chống lại được. Ông đã lãnh đạo các dân tộc Ba Na và Ê Đê đứng lên bảo vệ buôn làng, chống lại thực dân Pháp.
Năm 1945, ông tham gia Cách mạng tháng Tám, giành chính quyền tại địa phương.
Trong kháng chiến chống Pháp (1946-1954), ông vận động đồng bào dân tộc tham gia các tổ du kích, xây làng chiến đấu chống các cuộc càn quét của Quân đội Viễn chinh Pháp. Từ 1950 đến 1951, Pháp đã tổ chức 10 cuộc hành quân lên đốt làng, phá rẫy nhưng đều bị lực lượng kháng chiến đánh trả bằng vũ khí thô sơ như chông tre, bẫy đá, cung tên… Đinh Núp đã cùng dân làng dựa vào núi rừng hiểm trở để giăng bẫy, tiêu diệt nhiều sinh lực địch.
Sau hiệp định Genève 1954, ông cùng đơn vị tập kết ra miền Bắc một thời gian rồi trở về tham gia kháng chiến ở Tây Nguyên.
Năm 1955, được kết nạp vào Đảng Nhân dân Cách mạng Việt Nam.
- Năm 1963, Đinh Núp trở về Nam chiến đấu.
- Năm 1964, Đinh Núp sang thăm Cuba theo lời mời của Chủ tịch Fidel Castro.
- Ông từng đảm nhiệm Chủ tịch Mặt trận tổ quốc tỉnh Gia Lai - Kon Tum (1976), Đại biểu Quốc hội khóa VI (1976 - 1981), Ủy viên Ủy ban Thường vụ Quốc hội khóa VI (1976 - 1981).[2]
- Ông là nhân vật chính, nguyên mẫu trong bộ tiểu thuyết Đất nước đứng lên của nhà văn Nguyên Ngọc, tác phẩm này đã được dựng thành phim năm 1995. Trong phim, ông có tham gia một số cảnh quay nói về hồi tưởng, suy nghĩ của chính bản thân mình.
- Ông mất ngày 10 tháng 7 năm 1999 tại Gia Lai, không lâu sau lễ mừng thọ 85 tuổi.

## Vinh danh
- Năm 1955, ông được Chủ tịch Hồ Chí Minh phong tặng danh hiệu Anh hùng lực lượng vũ trang nhân dân.
- Ông được tặng thưởng các huân chương Quân công hạng ba và huân chương chiến công hạng nhất, Huy hiệu Hồ Chí Minh.
- Khu Lưu niệm Anh hùng Núp tại làng Stơr, xã Tơ Tung, huyện Kbang, tỉnh Gia Lai (Theo quyết định phê duyệt, tổng diện tích của khu lưu niệm là hơn 5 ha, gồm 26 hạng mục như: Nhà lưu niệm 2 tầng, khu nhà sàn, tượng, khu mộ tượng trưng, khu nhà thủy tạ và các hạng mục khác... Công trình được khởi công vào cuối quý II - 2009 và hoàn thành vào năm 2011. Khu tưởng niệm Anh hùng Núp hoàn thành cùng với các công trình lịch sử văn hóa về thời Tây Sơn Thượng đạo và các danh lam thắng cảnh khác sẽ hình thành một tour du lịch khép kín từ Thành phố Pleiku đến các huyện Kbang, thị xã An Khê và huyện Kông Chro.[cần dẫn nguồn]
- Tên ông được đặt cho nhiều con đường ở Hà Nội, Thành phố Hồ Chí Minh, Hà Nội, Đà Nẵng, Gia Lai và một số trường học.
- Năm 1964, trong lần sang thăm Cuba, nhân dân Cuba gọi ông là Anh hùng miền núi.[3]
- Ông cũng được tặng tưởng một số huân chương của Liên Xô, Cuba bởi thành tích trong sự nghiệp chống chủ nghĩa thực dân, góp sức cho Phong trào giải phóng dân tộc trên toàn thế giới.
- Ngày 4 tháng 12 năm 2019, Hội đồng Nhân dân thành phố Hà Nội thông qua việc đặt tên đường Đinh Núp, tại quận Cầu Giấy. Phố Đinh Núp từ ngã ba giao cắt phố Nguyễn Chánh đến ngã tư giao cắt phố Tú Mỡ, chiều dài 1.000m.[1]
- Chiến công của ông chống lại thực dân Pháp đã được NSND, Nhạc sĩ Trần Quý sáng tác thành ca khúc Hát mừng anh hùng Núp và giành giải thưởng của Hội Văn nghệ Việt Nam.[4]

## Đời tư
- Vợ đầu là H'Liêu (mất 1954). Hai ông bà có với nhau một con trai là Đinh H'Ruk (1949 – 2007). Sau khi vợ mất, theo phong tục nối dây, Đinh Núp được đính hôn với em vợ là Ch'rơ, lúc này bà mới 13 tuổi; nhưng ông phải tập kết ra Bắc nên mang con trai theo.[5]
- Ông kết hôn với bà H'Ben tại Hà Nội, bà là văn công đoàn Tây Nguyên tại miền Bắc những năm chống Mỹ, họ có một người con chung bị dị tật. Khi biết người vợ nối dây của Núp là Ch'rơ còn sống nên bà H'Ben chủ động ly hôn, lấy một nghệ sĩ violin và đem theo đứa con. Sau năm 1975, bà và chồng chuyển về Gia Lai, bà làm Hiệu trưởng trường Văn hóa nghệ thuật tỉnh; nhạc công Lê Đức Thịnh làm Giám đốc Trung tâm văn hoá - Thông tin tỉnh.[5]
- Năm 1963, ông trở về Nam hoạt động, nhưng phải đến năm 1967 mới được đoàn tụ với bà Ch'rơ - bà mất 2013.[5]
- Ông còn là anh em kết nghĩa với Chủ tịch Cuba Fidel Castro (ông hơn Fidel 12 tuổi). Hai người kết nghĩa trong chuyến thăm Cuba của ông vào năm 1964.